# Csolsch János
Csolsch János (németesen Johann Csolsch; 18. század – 19. század) magyar dísznövénytermesztő és szakíró, aki jelentős szegfűtermesztői munkássággal rendelkezett.

## Élete és munkássága
Csolsch János születésének pontos ideje és dátuma nem ismert, mindössze annyit lehet tudni róla, hogy a 18. század környékén élt, illetve életútjára vonatkozóan sem maradtak fenn hiteles adatok. Korának egyik híres szegfűtenyésztőjeként tartották számon. Egyetlen nyomtatásban is megjelentetett munkájában is ezzel a témakörrel foglalkozik, ebben a műben foglalta össze korának fontosabb ismereteit és problémáit a szegfűvel kapcsolatosan. A kiadvány Kurze Beschreibung der Nelke und derselben Schönheit, Pflege und Fortpflanzung (magyarul ’A szegfű rövid leírása és annak szépsége, gondozása és szaporítása’) címmel jelentették meg 1801-ben Lőcse [Leutschau] városában, Podhoranssky nyomdájában. Az összesen 44 oldalból álló kiadvány egyik példánya megtalálható az Országos Széchényi Könyvtár törzsgyűjteményében, a 311.012/2 raktári jelzet alatt. Csolsch János halálának körülményei is ismeretlenek.